# تروند اسپن سیم
تروند اسپن سیم (نروژی: Trond Espen Seim؛ زادهٔ ۴ اکتبر ۱۹۷۱) هنرپیشه، و کارگردان فیلم اهل نروژ است.
از فیلم‌ها یا برنامه‌های تلویزیونی که وی در آن نقش داشته‌است می‌توان به موجود، فرشتگان سقوط‌کرده ومن دینا هستم اشاره کرد.